# Ormosia burneyensis
Ormosia burneyensis är en tvåvingeart som beskrevs av Alexander 1950. Ormosia burneyensis ingår i släktet Ormosia och familjen småharkrankar. Inga underarter finns listade i Catalogue of Life.